# Chrysichthys brevibarbis
Chrysichthys brevibarbis es una especie de pez de la familia Claroteidae en el orden de los Siluriformes.

## Morfología
• Los machos pueden llegar alcanzar los 40 cm de longitud total.

## Hábitat
Vive en áreas de clima tropical entre los 20-25 °C de temperatura.

## Distribución geográfica
Se encuentran en África: río Congo.